# Tropicagama
Tropicagama — рід великотілих ящірок родини Agamidae; містить єдиний вид, Tropicagama temporalis. Цей напівдеревний вид мешкає в лісах тропічної савани на півночі Австралії та на деяких островах на північ від Австралії, а також у південній частині Нової Гвінеї та південно-східної Індонезії. У межах свого поширення цей напівдеревний вид можна знайти в різноманітних середовищах існування, включаючи прибережні дюни, ліси тропічної савани, мусонні ліси, болота з паперовою корою та білабонги, струмки та річкові середовища.

## Філогенія та біогеографія
Секвенування та аналіз мітохондріальної ДНК разом із філогенетичним аналізом і аналізом часу дивергенції показує, що рід Tropicagama виник у пізньому міоцені та ранньому пліоцені. T. temporalis мігрував з Австралії до Нової Гвінеї в епоху пліоцену, десь між 2.3 і 4.7 Ma. Потім він мігрував з Нової Гвінеї через лінію Лідеккера в Воллесію менш ніж за 1 млн років, в епоху середини плейстоцену.

## Опис
T. temporalis — струнка агамідова ящірка помірного розміру з довгими кінцівками та довгим тонким хвостом. Голова вузька і помірно подовжена, з короткою заокругленою мордою і помітним кантальним хребтом і тимпаном. Широка біла смуга тягнеться від кінчика морди, над нижньою та верхньою губами, продовжується нижче барабанної перетинки та вниз по бічній частині тіла. Ця смуга звужується на задніх лапах і перетинається трьома темними смугами на шиї, плечах і верхній частині спини. Частини голови над і під цією смугою однорідного темно-сірого або коричневого кольору. Є помітний спинний гребінь із збільшеної кілеподібної луски, що тягнеться від потилиці до плеча. Цей гребінь продовжується від плеча вздовж хребта до основи хвоста. Передні ноги темніші за кольором і мають сильніші кілеві луски, ніж задні ноги. Друга, коротша біла смуга іноді тягнеться від задньої частини нижньої щелепи до області скронево-нижньощелепного суглоба. Довжина від морди до основи хвоста становить 103 міліметри; довжина задніх кінцівок 87 міліметрів.